# YOGEN
YOGEN (справжнє ім'я ─ Кілігін Євген Володимирович, нар. 23 жовтня 1995 року у місті Южноукраїнськ) —  український співак, актор, вокаліст, автор пісень, волонтер.

## Життєпис
Народився 23 жовтня 1995 року в Южноукраїнську, з юних років співає. З 4-х років займався народними танцями в колективі «Квіти України» у Палаці Культури в Южноукраїнську. Навчався у місцевій школі №3.
Мати - Москальчук Тетяна Олександрівна, електромонтер.
Батько - Кілігін Володимир Вікторович, інженер технолог Південноукраінської АЕС.
2003 року вступив до театру естрадної пісні «Галатея», в складі якого брав участь у таких фестивалях, як «Молода Галичина», «Веселка над тисою», «Співограй», «Диво пісня», «Перші Ластівки, «Голос енергетиків».
2012-2016 - навчався в Академії естрадного та циркового мистецтва, «режисер естради, шоу-програм та цирку».
2010-2011 року співпрацював з Лолітою Мілявською, їздив з нею в турне, брав участь в зйомках кліпів.
2015-2016 року був солістом мюзиклу «Бродвей» (Корея).
2016-2019 - стає учасником бойз-бенду LUCKY4.
2017 року став обличчям бренду «Andre Tan Man».
Фіналіст 9 сезону «Х-фактора.
2021 року розпочав сольну кар’єру представивши дебютну пісню — «Тане»».
28 січня 2022 випускає трек та кліп «Нуар».
У квітні 2022 року артист випустив англомовний трек у співпраці з Марком Квіткою “NOT SLAVES».
У серпні 2022 року презентував кліп "СВЛ" автора Андрія Безкровного. 

## Сингли
| Назва          | Автор музики                | Автор тексту              | Рік  |
| -------------- | --------------------------- | ------------------------- | ---- |
| "Тане"         | Тим Решетько, Денис Соколов | Тим Решетько, Ден Соколов | 2021 |
| «Нуар"         | Валерія Кока, Денис Соколов | Валерія Кока              | 2022 |
| "NOT SLAVES"   | Мурза Максим                | Мурза Максим              | 2022 |
| «СВЛ"          | Андрій Безкровний           | Андрій Безкровний         | 2022 |
| "5 хвилин"     | Андрій Безкровний           | Андрій Безкровний         | 2023 |
| "Координати"   | Нікіта Кісельов             | Нікіта Кісельов           | 2023 |
| "Я буду тим"   | Антон Крайнов               | Марія Бочковська          | 2024 |
| "Я все зроблю" | Антон Крайнов               | Марія Бочковська          | 2024 |
| "Пробач"       | Антон Крайнов               | Марія Бочковська          | 2025 |

## Музичні відео
| Рік  | Назва кліпу    | Режисер            | Оператор     | Автор сценарію |
| ---- | -------------- | ------------------ | ------------ | -------------- |
| 2021 | "Тане"         | Олена Весна        |              |                |
| 2022 | «Нуар"         | Анастасія Яковлева | Андрій Капля |                |
| 2022 | «СВЛ"          | Ігор Царенко       | Ігор Царенко |                |
| 2023 | "5 хвилин"     | KAVERIN            |              |                |
| 2023 | "Координати"   | KAVERIN            |              |                |
| 2023 | "Я Буду тим"   | Макс Сало          |              |                |
| 2024 | "Я все зроблю" | Макс Сало          |              |                |